# توماس ایبسن
توماس ایبسن (نروژی: Thomas Ebbesen؛ زادهٔ ۳۰ ژانویهٔ ۱۹۵۴)، شیمی‌فیزیکدان اهل نروژ، و استاد دانشگاه استراسبورگ است.
او همچنین برندهٔ جوایزی همچون جایزه کاولی شده‌است.